# Hậu quả của Chiến tranh thế giới thứ hai
Chiến tranh thế giới thứ hai đã để lại hậu quả kéo dài trong khoảng thời gian từ năm 1945 - 1957. Thế giới từ chỗ đa cực đã chuyển thành lưỡng cực với sự thống trị tuyệt đối của 2 nước thắng trận mạnh nhất là Liên Xô và Hoa Kỳ.

## Châu Âu trong đống "đổ nát"
Chiến tranh kết thúc, hàng triệu người dân và người tị nạn châu Âu bị mất nhà cửa. Nền kinh tế cả châu lục sụp đổ, phần lớn các hạ tầng công nghiệp bị phá hủy. Liên Xô bị ảnh hưởng nặng nề nhất với thiệt hại của nền kinh tế lên đến 30%.
Những trận ném bom của Không quân Đức vào Frampol, Wieluń và Warsaw, Ba Lan năm 1939 đã hình thành khái niệm ném bom chiến lược nhắm hoàn toàn vào dân thường. Những trận ném bom tương tự sau đó của cả quân Đồng Minh và quân Trục đã khiến nhiều thành phố bị tàn phá nặng nề.
Những nỗ lực tham chiến đã làm nên kinh tế Vương quốc Anh kiệt quệ. Chính phủ liên minh tạm thời trong chiến tranh bị giải thể, bầu cử mới được tổ chức và đảng của tướng Winston Churchill thất bại với số phiếu áp đảo thuộc về Đảng Lao động.
Năm 1947, bộ trưởng quốc phòng Mỹ George Marshall đã triển khai kế hoạch phục hưng châu Âu (Kế hoạch Marshall), kéo dài từ năm 1948 - 1952. 17 tỉ USD đã được sử dụng để phục hồi lại nền kinh tế Tây Âu.
Hậu quả vô cùng nặng nề đối với nhân loại. Hơn 70 quốc gia với 1,7 tỷ người đã bị lôi cuốn vào vòng chiến (chiếm khoảng 74% dân số thế giới lúc đó), khoảng 60 triệu người chết, 90 triệu người tàn phế và nhiều làng mạc, thành phố bị phá hủy, thiệt hại về vật chất gấp 10 lần chiến tranh thế giới thứ nhất, bằng tất cả các cuộc chiến tranh trong 1000 năm trước đó cộng lại.

## Trung Quốc

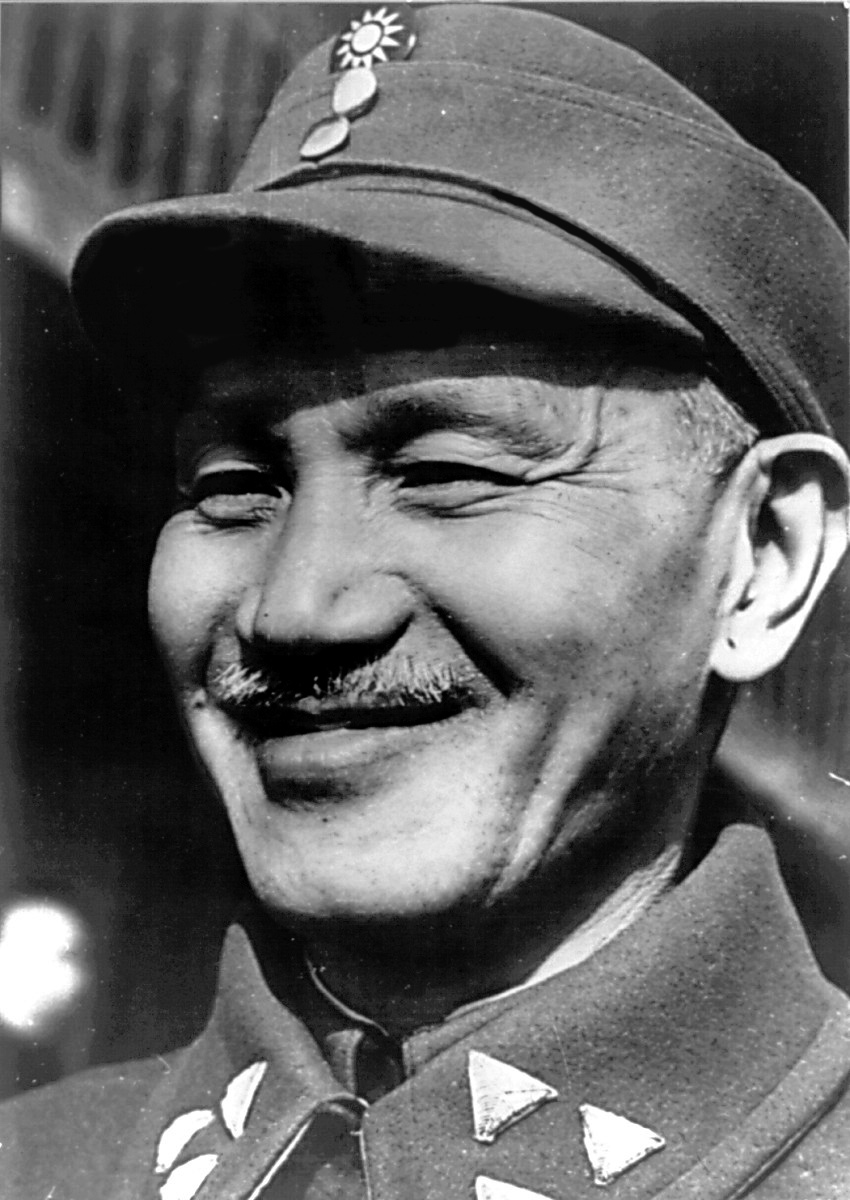
Tổng tư lệnh Tưởng Giới Thạch.

Cuộc chiến là một bước ngoặt quan trọng trong lịch sử Trung Quốc, giúp nâng cao vị thế của quốc gia này trên trường quốc tế. Chính phủ trung tâm, dưới quyền Tổng tư lệnh Tưởng Giới Thạch, đã bãi bỏ được hầu hết những hiệp ước mang tính bóc lột của các nước thực dân đối với Trung Quốc. Trung Hoa Dân Quốc trở thành một trong những quốc gia thành lập Liên Hợp Quốc và giữ một ghế vĩnh viễn trong Hội đồng bảo an. Trung Quốc cũng giành lại chủ quyền đối với đảo Đài Loan và tỉnh Mãn Châu. Tuy nhiên 8 năm chiến tranh đã làm chính quyền trung tâm kiệt quệ và phá hủy nhiều công trình quan trọng mang tầm quốc gia được xây dựng từ năm 1928. Việc điều hành những khu vực chiếm đóng được sau chiến tranh cũng trở nên đầy khó khăn khi hoạt động chống đối của Đảng Cộng sản Trung Quốc trong những khu vực này ngày càng lan rộng.
Sự tàn phá nặng nề của chiến tranh và cuộc nội chiến vẫn tiếp diễn giữa Đảng Cộng sản và Quốc Dân Đảng đã làm nhân dân quá mệt mỏi. Tuy nhiên, sau 4 năm, Quốc Dân Đảng đã mất khả năng chống đỡ và bị Đảng Cộng sản đánh lui, phải chạy về đảo Đài Loan. Trên phần đất Trung Hoa đại lục rộng lớn, Đảng Cộng sản đã thành lập nên nước Cộng Hòa Nhân dân Trung Hoa năm 1949. Quốc Dân Đảng chỉ còn kiểm soát đảo Đài Loan. Tuy nhiên, sự can thiệp của Mỹ đã khiến Cộng Hòa Nhân dân Trung Hoa không thể đổ bộ lên Đài Loan để thống nhất toàn bộ đất nước Trung Hoa.

## Liên Xô mở rộng lãnh thổ ra Trung và Đông Âu
Vào giai đoạn cuối chiến tranh, Xô Viết đã chiếm được phần lớn các nước Trung Âu và Đông Âu. Trong tất cả các nước Trung Âu và Đông Âu, trừ Áo và Hy Lạp, chính quyền của các Đảng Cộng sản được thiết lập. Liên Xô còn sáp nhập các nước vùng Baltic như Estonia, Latvia và Litva trở thành nước cộng hòa thành viên.

## Chiếm đóng và phân chia lãnh thổ Đức-Áo
Sau chiến tranh, phe Đồng Minh đã chia lãnh thổ Đức thành 4 phần do Anh, Pháp, Mỹ và Liên Xô kiểm soát. Sau đó lãnh thổ của Mỹ, Pháp và Anh hợp nhất lại vào năm 1949 với tên gọi Cộng hòa Liên bang Đức, còn phần lãnh thổ của Xô Viết trở thành Cộng hòa Dân chủ Đức.
Ở Đức, khủng hoảng kinh tế và sự sụp đổ của nước Đức Quốc xã kéo dài trong vài năm liền. Hội nghị Yalta và Potsdam với quyết định sáp nhập lãnh thổ Đông Âu vào quyền kiểm soát của Liên Xô đã khiến hàng triệu người Đức và Ba Lan sống trên những vùng đó bị trục xuất. Ước tính từ 1-2 triệu người đã thiệt mạng trong quá trình xua đuổi tàn bạo này. Áo bị tách ra khỏi Đức và chia thành 4 phần, nhưng năm 1955 lại được sáp nhập lại và trở thành nước Cộng hòa Áo.

## Chiếm đóng lãnh thổ Nhật Bản và Triều Tiên
Hoa Kỳ, với sự trợ giúp của quân đội Khối thịnh vượng chung Anh, đã chiếm đóng lãnh thổ Nhật Bản cho đến khi hiệp ước về hòa bình có hiệu lực năm 1952. Trong thời gian chiếm đóng, chính phủ Hoa Kỳ tập trung phi quân sự hóa Nhật Bản, phá hủy ngành công nghiệp quân sự của nước này và thiết lập một chính quyền nghị viện với hiến pháp mới. Sau khi Hoa Kỳ chấm dứt việc chiếm đóng vào năm 1952, nền kinh tế Nhật Bản bùng nổ và phát triển một cách mạnh mẽ. Liên Xô, theo như những điều khoản ở Hội nghị Yalta, đã thu hồi lại và sau đó sáp nhập hòn đảo Sakhalin vào lãnh thổ của mình (hòn đảo này từng bị Nhật chiếm năm 1905).
Bán đảo Triều Tiên bị Hoa Kỳ và Liên Xô chia đôi, thành lập 2 chính phủ riêng biệt vào năm 1948. Miền Bắc dưới sự bảo trợ của Liên Xô đã tuyên bố thành lập nước Cộng hòa Dân chủ Nhân dân Triều Tiên, còn miền Nam được Hoa Kỳ hỗ trợ thành lập chính quyền chống cộng sản Đại Hàn Dân Quốc. Sau nhiều xung đột nhỏ lẻ, cuối cùng 2 chính quyền này cũng đã gây ra cuộc chiến "nóng" đầu tiên trong giai đoạn Chiến tranh Lạnh, kéo dài từ 1950-1953. Chiến tranh Triều Tiên cũng là cuộc chiến đầu tiên có sự tham gia của quân Liên Hợp Quốc. Hiện nay 2 miền Triều Tiên vẫn đang bị chia cắt.

## Các thuộc địa của châu Âu giành lại độc lập
Sau khi đệ nhị thế chiến kết thúc, những nước Đế quốc châu Âu đã phải từ bỏ các thuộc địa cũ của mình. Có những nước phi thực dân hóa một cách hòa bình như Mỹ trả lại độc lập cho Philippines năm 1947, Anh trả Ấn Độ và Pakistan năm 1948. Những nước như Pháp và Hà Lan lại không muốn từ bỏ chính sách thực dân, khiến các thuộc địa như Việt Nam, sau khi đã có Tuyên ngôn độc lập lại phải tiếp tục chiến đấu trong Chiến tranh Đông Dương lần thứ I và Indonesia phải chống lại quân Hà Lan tiếp tục xâm lược vùng Đông Ấn.
Trong chiến tranh, Đế quốc Nhật Bản đã tiến vào Việt Nam và Philippines, đánh bật chính quyền Pháp và Mỹ tại đây và lập nên các chính phủ bù nhìn thân Nhật. Đây có lẽ là một dấu hiệu cho sự kết thúc của chính quyền thực dân châu Âu sau này. Các chính phủ bù nhìn do Nhật dựng lên lại vô hình trung tạo ra tư tưởng về một quốc gia độc lập, đặc biệt là ở Việt Nam khi mà người dân đã quen với sự thống trị của thực dân.

## Thay đổi biên giới Đức, Ba Lan và Liên Xô

Sự thay đổi của biên giới Đức từ 1919 - 1945

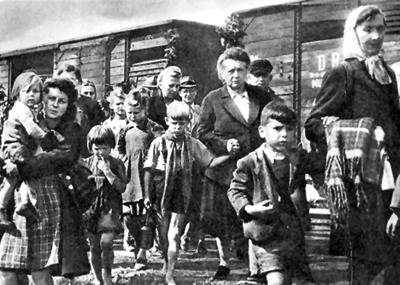
Người Đức bị trục xuất khỏi Sudentenland

Lãnh thổ Liên Xô nới rộng ra Trung Âu và Đông Âu. Các chính quyền cộng sản được thành lập ở Đông Âu.

Sự thay đổi biên giới theo hướng của những quốc gia chiến thắng đã khiến hàng triệu người dân đột nhiên phải sống dưới sự cai quản của những kẻ địch cũ. Liên Xô đã tiếp quản những vùng Đức, Ba Lan, Phần Lan và Nhật Bản đã chiếm đóng trước đó. Số lượng người Đức bị trục xuất khỏi những vùng này, theo những điều khoản của Hội nghị Potsdam, là gần 15 triệu người, trong đó 11 triệu là từ các lãnh thổ Đức và 3,5 triệu người từ vùng Sudentenland. Ước đoán thương vong trong những vụ xua đuổi này là khoảng 1-2 triệu người thiệt mạng.
Ở Đông Âu, 4 triệu người Ba Lan bị đuổi khỏi những vùng mà quân Xô Viết mới chiếm đóng. Vùng ranh giới mới bị thay đổi này được lấy lại từ cuộc chiến tranh Nga-Ba Lan năm 1919-1921. Những thành phố của Ba Lan trước đó như L'vov nay nằm dưới quyền kiểm soát của chính quyền Cộng hòa Xã hội Chủ nghĩa Xô viết Ukraina.

## Bồi thường chiến phí và chất xám của Đức
Đức đã phải bồi thường chiến tranh cho Anh, Pháp và Liên Xô, chủ yếu bằng các nhà máy tháo lắp, nhân công giá rẻ và than đá. Mức sống của người dân Đức bị hạ xuống tương đương với mức thời Đại khủng hoảng.
Ngay sau khi phe Trục đầu hàng, Hoa Kỳ đã bắt đầu chương trình thu lại toàn bộ các phát minh và sáng chế khoa học ở Đức, kéo dài trong suốt 2 năm. John Gimbel đã kết luận chương trình "Bồi thường chất xám" của chính phủ Anh và Mỹ có tổng trị giá 10 tỉ USD, tương đương với 100 tỉ theo thời giá 2006. Chính phủ Mỹ cũng sử dụng chương trình này để ngăn chặn Liên Xô làm điều tương tự với các nhà khoa học Đức. Sau khi đã tìm kiếm và lôi kéo được nhà khoa học Werner Heisenberg, người từng đoạt giải Nobel Vật Lý năm 1932, chính phủ Mỹ đã nói: "... Với chúng tôi, ông ấy còn đáng giá hơn 1/10 dân số Đức. Nếu rơi vào tay Liên Xô, có lẽ ông ấy đã trở thành một chiến lợi phẩm vô giá với họ."

## Thành lập Liên Hợp Quốc
Nhằm duy trì nền hòa bình mới lập lại trên thế giới, lực lượng Đồng Minh đã chính thức thành lập Liên Hợp Quốc vào ngày 24 tháng 10 năm 1945  và chọn Tuyên ngôn Quốc tế Nhân quyền là tiêu chuẩn để cả nhân loại cùng hướng tới. Tuy nhiên Liên Bang Xô Viết đã từ chối ký vào bản tuyên ngôn, và Hoa Kỳ không chấp thuận những điều khoản về quyền phúc lợi xã hội - kinh tế.